# Der heiße Tod
Der heiße Tod (Originaltitel: 99 mujeres) ist ein spanisch-deutsch-italienischer Gefängnis- und Exploitationfilm aus dem Jahre 1968 von Jess Franco mit Maria Schell, Mercedes McCambridge und Herbert Lom in den Hauptrollen. 

## Handlung
Vor der Küste von Panama befindet sich eine Insel mit zwei Strafkolonien, jeweils eine für männliche und eine für weibliche Häftlinge. Die Oberaufseherin der weiblichen Strafanstalt ist Thelma Diaz. Die harte Wärterin zeichnet sich durch einen ausgewiesenen Sadismus aus. Die andere Strafanstalt wird von einem lüsternen Oberaufseher geleitet, der sich zu seinem Vergnügen immer mal wieder Insassinnen des Frauengefängnisses zuführen lässt. Als mehrere weibliche Gefangene auf mysteriöse Weise zu Tode kommen, darunter auch die schwer misshandelte Natalie, wird Thelma endlich abgelöst und durch die liberale Strafrechtlerin Leonie ersetzt. Sie behält allerdings ihre Vorgängerin als deren Assistentin.
Bald wird Leonies Milde und Nachsicht gegen sie verwendet, und man beschuldigt sie, eine lesbische Beziehung zu Marie, einer zarten Insassin, mit der sie sich angefreundet hat, aufgebaut zu haben. Schließlich wird der Druck so groß, dass Marie gemeinsam mit ihren Mitgefangenen Helga und Rosalie einen Ausbruchsversuch wagt. Er gelingt und die drei Entkommenen tauchen im angrenzenden Dschungel unter. Eine der flüchtigen Frauen stirbt bald an den Spätfolgen der Verletzungen, die sie infolge einer Vergewaltigung durch mehrere männlichen Gefangenen der anderen Strafkolonie erlitten hat. Die beiden anderen Flüchtigen werden bald wieder eingefangen und für ihre Flucht ausgepeitscht. 
Als es zu einer Gefängnismeuterei kommt, wird Leonie wieder ihres Amtes enthoben und Thelma ein weiteres Mal eingesetzt. Der Gouverneur der Insel hofft, dass ihre sehr viel härtere Gangart den Frauen Mores lehren werde. Doch er täuscht sich. Aber letztlich scheinen die fürchterlichen Vorgänge der letzten Zeit auf der Straflagerinsel trotzdem Auswirkungen zu haben, denn Leonie erfährt, dass umfangreiche Untersuchungen anstehen und Strafrechtsreformen zugunsten der geschundenen Gefängnisinsassinnen in Aussicht stehen.

## Produktion
Der heiße Tod entstand ab dem 17. Juni 1968. Die Dreharbeiten wurden im September desselben Jahres abgeschlossen. Der in bzw. bei Alicante und Madrid (Außendrehs) und in Italien (Studioaufnahmen) gedrehte Film erlebte am 5. März 1969 in San Francisco seine Welturaufführung und am 14. März 1969 seine deutsche Erstaufführung. In Spanien hieß er 99 mujeres; ein Titel, der im Ausland zumeist in die jeweiligen Muttersprachen (internationaler Verleihtitel: 99 Women) übersetzt wurde. 
Die zahlreichen harten Szenen (Sex und Gewalt) führten dazu, dass der Film in internationalen Fassungen teilweise massiv geschnitten wurde.

## Kritiken
„Trotz des Auftrittes so professioneller Darsteller wie Mercedes McCambridge, Maria Schell und Herbert Lom sowie Anspielungen auf Sexualität leidet bei "99 Women" ein benachteiligter Kinogänger mehr als irgendjemand unter den gehetzten Insassen.“

„Unausgegorene Melange aus Abenteuer-, Sozialproblem- und Sexfilm, vordergründig und brutal.“

„Ein […] Film, der seine Zuschauer mit Langatmigkeit quält, mit einer oberflächlichen Einstellung zu dem gewichtigen Thema Strafvollzug ärgert und mit Klischees der Liebe langweilt.“